# Kogluktokoluk Brook
Der Kogluktokoluk Brook ist ein etwa 21 km langer Zufluss der Labradorsee im Nordosten der Labrador-Halbinsel in der kanadischen Provinz Neufundland und Labrador.

## Flusslauf
Der Kogluktokoluk Brook bildet den Abfluss des etwa 20 m hoch gelegenen und 4,7 km langen Sees Trout Lake. Dessen Hauptzufluss ist der Igluvigaluk Brook. Der Kogluktokoluk Brook fließt in überwiegend östlicher Richtung. Bei Flusskilometer 8,5 mündet der Ikadlivik Brook von links sowie der Abfluss des Makhavinekh Lake von rechts in den Fluss. Dieser mündet schließlich in die Voisey’s Bay, 37 km südwestlich von Nain. Das Einzugsgebiet des Kogluktokoluk Brook umfasst 1095 km².

## Flussfauna
Atlantischer Lachs und Wandersaibling nutzen den Kogluktokoluk Brook bis zum Trout Lake sowie den Ikadlivik Brook als Laichgewässer.